# Imhotep
| M18 | G17 | R4 · X1 · Q3 |

| M18 | G17 | R4 · X1 · Q3 |

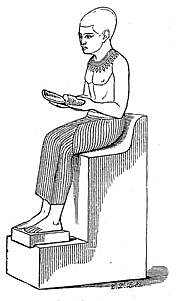
Imhotep
(din Lexiconul de Conversații al lui Meyer, 1888)

Imhotep a fost o persoană despre care multă vreme istoricii s-au întrebat dacă a fost reală sau este un zeu. În urma cercetărilor arheologice s-a descoperit că Imhotep a existat cu adevărat. A fost arhitectul regal al regelui egiptean Djeser/Joser(Zoser) și a construit prima piramidă (în trepte) la Saqqara/Sakkarah, până la el regii fiind îngropați în mastabe, uriașe ridicături făcute din cărămizi de lut.

## Piramida
La început monumentul era doar o mastaba clasică, peste o cameră funerară subterană, ce ajungea până la 28 m adâncime, accesibilă printr-un puț. Intrarea în această cameră a fost sigilată cu o lespede de granit cântărind trei tone. Sub îndrumarea marelui vizir Imhotep, construcția a fost extinsă și înălțată în mai multe etape, de parcă arhitectul antic ar fi încercat să vadă până unde se poate merge. Unii experți apreciază că monumentul funerar a fost conceput ca o replică a palatului în care Djoser a trăit în timpul vieții. Multe dintre piramidele egiptene ulterioare sunt construite după planuri de o precizie uluitoare, însă în cazul piramidei în trepte de la Sakkarah nu se poate vorbi de așa ceva, ci, mai degrabă, de un experiment arhitectural. Construcția inițială a fost alungită și înălțată succesiv, proces care a necesitat aducerea a peste 200.000 de tone de piatră, până când Imhotep s-a declarat mulțumit. Ridicând mastabe din ce în ce mai mici, una peste alta, s-a ajuns la forma prezentă, cu șase niveluri, și o înălțime de 60 m. Structura propriu-zisă a fost ulterior acoperită cu calcar, piatră care, după cât se pare, a fost utilizată pentru prima oară la construcția de piramide chiar la Sakkara. Blocurile erau așezate cu grijă, astfel încât să redea efectul vizual al treptelor și chiar să corecteze eventualele defecte. În opinia arheologilor, construcția în trepte nu e întâmplătoare, dorința arhitectului fiind de fapt aceea de a realiza o scară pe care sufletul faraonului să poată urca la cer.

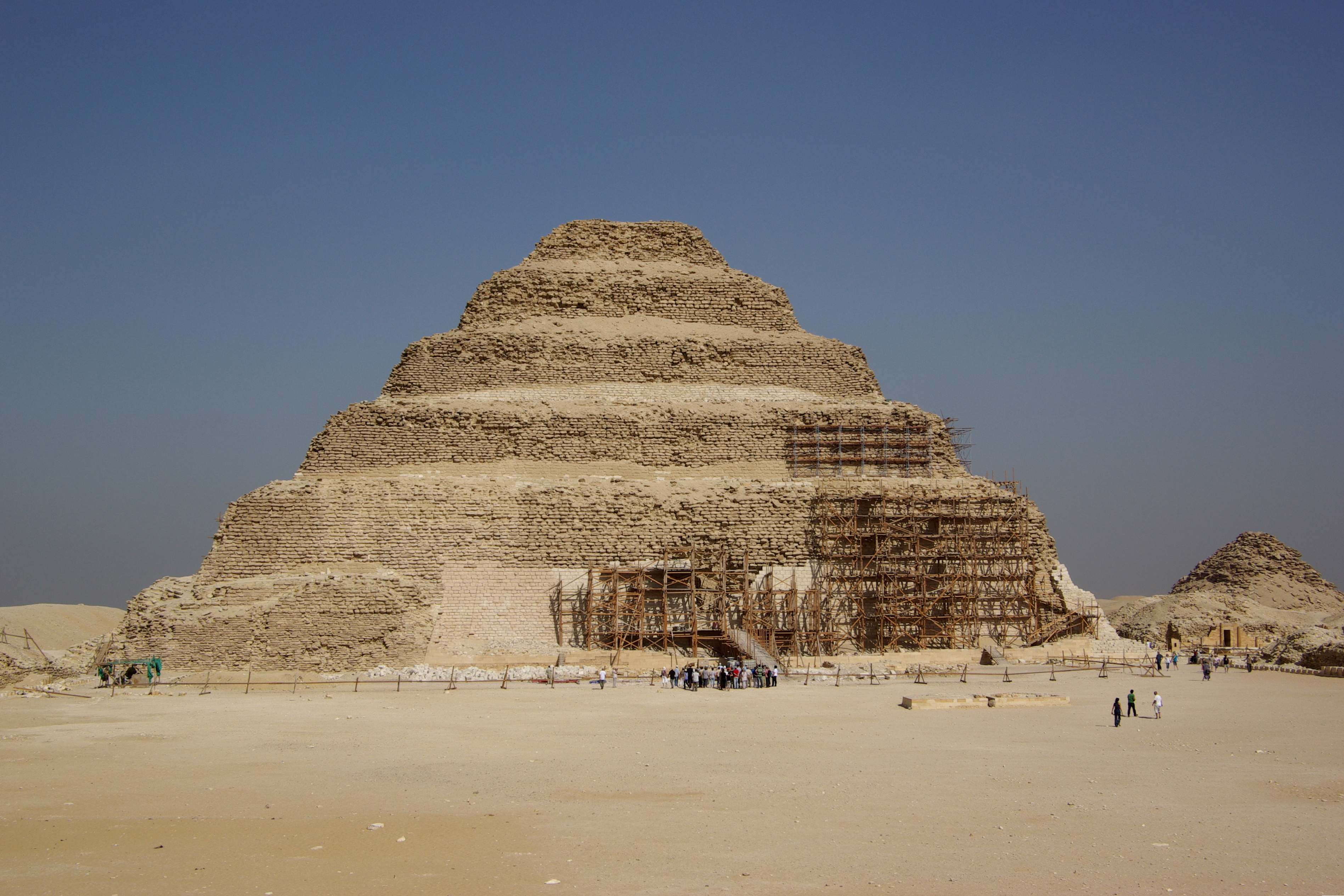
Piramida în trepte de la Sakkara, Egipt

În jurul piramidei în trepte, Imhotep a ridicat un întreg complex, ce include mai multe temple și pavilioane legate prin tuneluri, precum și statui ale lui Djoser, însă până în prezent doar o parte a acestui vast ansamblu a fost scoasă la lumină. În timpul lucrărilor de excavare desfășurate la începutul secolului trecut, în camera funerară s-a descoperit o statuie a faraonului Djoser, păstrată astăzi la Muzeul Național din Cairo. Camera este parțial acoperită cu plăci ceramice de culoare albastră, iar inscripțiile de pe pereți demonstrează că era vorba de o incintă funerară. Unele dintre ziduri sunt împodobite cu sculpturi reprezentând capete de cobră, așa-numitele „uraei”, simbol al vieții noi și reînvierii, des întâlnite în Egipt.
Grație talentelor sale multiple, nu doar a ajuns pe culmile puterii, dar a și rămas în istorie drept primul arhitect și inginer din lume, pionier al medicinei, poet și astrolog, fiind considerat primul geniu al planetei. Într-unul din articolele sale, Jacqueline Prager informează că Imhotep înseamnă “cel care vine în pace”, iar biografia sa nu conține elemente care să justifice portretul negativ care i s-a făcut( mai ales în cultura hollywodiană prin filmul "Mumia"). Deși se cunosc atât de multe lucruri despre ceea ce a făcut în timpul vieții sale, datele sale biografice sunt extrem de controversate.
Se știe cu siguranță că a fost ridicat la rangul de mare vizir în timpul domniei lui Djoser (2630-2611 i.Hr.), cel de-al doilea rege al celei de-a treia dinastii egiptene. Data nașterii sale nu poate fi decât estimată, astfel că ea variază în funcție de documentele consultate. În schimb, cele mai multe surse afirmă că el ar fi venit pe lume la Ankhtowe, o suburbie a orașului Memphis. Tatăl său era un anume Kanofer, de profesie arhitect, iar mama sa se numea Khreduonkh. Izvoarele antice menționează de asemenea o soție, pe nume Ronfrenofert. După câte se pare, Imhotep a trăit până la o vârstă înaintată, murind abia în vremea regelui Huni, care a domnit între anii 2599 - 2575 i.Hr. Deși avea un rang înalt, Imhotep este descris ca un om modest, înfățișat cel mai adesea ca un scrib așezat pe un scaun simplu, fără bijuterii sau haine somptuoase, ținând un papirus pe genunchi.
După dispariția lui (căci nu i s-a găsit mormântul și nu există vreo o înregistrare scrisă a morții sale), a fost zeificat grație numeroaselor cunoștințe pe care le-a adus egiptenilor (printre care și în medicină). Este considerat echivalentul aproximativ al lui Asclepios/Esculap, din mitologiile greacă/romană.
Arta construirii piramidelor al cărei inovator a fost Imhotep a continuat și s-a dezvoltat, atingând culmile perfecțiunii o dată cu Marea Piramidă a lui Keops, dar ulterior s-a renunțat la aceste monumente funerare, faraonii fiind înmormântați apoi în cripte săpate în piatră, în Valea Regilor.

## Vezi și
- Mumia revine